# FM mle1915軽機関銃
FM Mle1915 CSRG（Fusil-Mitrailleur mle 1915 CSRG）は、フランスで開発された自動小銃あるいは軽機関銃である。開発者の名からショーシャ軽機関銃とも呼ばれる。CSRGの略称は設計関係者および製造業者、すなわちルイ・ショーシャ（Louis Chauchat）、シャルル・シュター（Charles Sutter）、 ポール・リベイロールス（Paul Ribeyrolles）、グラディエートル（Gladiator）の頭文字を取ったものである。

## 概要

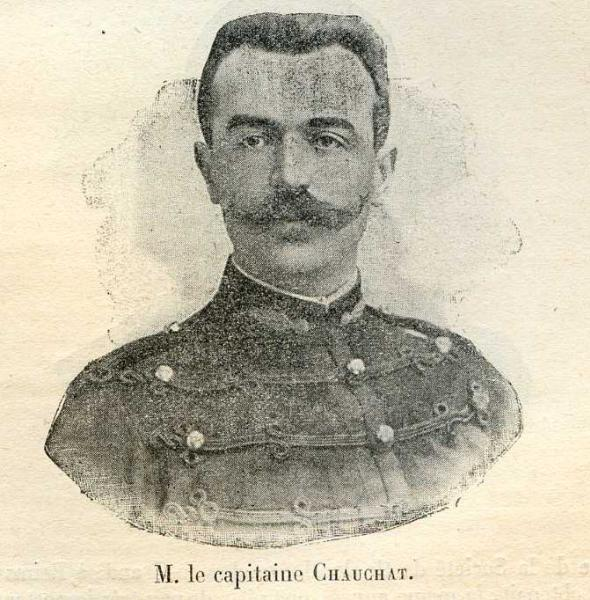
ルイ・ショーシャ（1900年、当時大尉）

1914年、第一次世界大戦勃発直後の大敗を受け、攻撃戦術を転換したフランス軍の要望を受け、試作段階だった自動火器を再設計したものがMle1915である。
設計者であるルイ・ショーシャ大佐（Louis Chauchat）が想定していたコンセプトは、1人の兵士によって運搬、装填、および射撃を実施しうる軽量自動火器という当時としては先進的なものだった。そのため、制式名称にも機関銃（Mitrailleuse）ではなく自動小銃（Fusil-Mitrailleur, FM）という表現が用いられている。また、早急に大量の調達を行う必要があったことから、プレス加工を取り入れるなど設計が大幅に簡略化された上、一般的な旋盤や工場設備で生産が行えるように部品の公差に大きな余裕を与えるなど、生産性を高める工夫がなされている。各国で広く使用されていたルイス軽機関銃に比べると2キロから3キロほど軽く、同クラスの自動火器としては非常に軽量な製品の1つであり、突撃射撃（Marching fire）にも適していた。
しかし、前線では部品の公差や金属の質の低さ、設計上の不備に由来する故障が相次ぎ、結果的には非常に評価の低い機関銃としてその名を知られることとなる。

## 背景
第一次世界大戦以前のフランス軍は、攻撃戦術において歩兵個人の火力よりも突撃の規模を重視しており、高価な機関銃や自動小銃などの配備には積極的ではなかった。しかし、開戦直後の大敗を経て、すぐさま見直されることとなった。
1914年当時、フランス軍は消耗を補うべく各種装備を大量に補充する必要に駆られていた。自動火器も不足していた装備の1つであり、当時標準的に配備されていたMle1914重機関銃は高価で十分に調達することが難しかったほか、重量があることから移動する部隊に追随できず、限定的な支援しか展開できないという運用上の問題も指摘されていた。こうして生産性の高い新型軽量自動火器が要求された一方で、戦時下における時間的余裕は限られており、開発は極めて早急に進められることとされた。

## 設計
設計はピュトー造兵廠（Atelier de Puteaux）の技師、ルイ・ショーシャおよびシャルル・シュターの2人によって行われた。
ショーシャ、シュター、そしてグラディエートル社の社長であるリベイロールスらは大戦勃発に先立つ1903年から1910年にかけて、ハンガリー人銃器技師ルドルフ・フロマーが開発した作動機構を組み込んだ自動小銃の設計を行っていた。
試作自動小銃のうち、1911年に設計したモデルはピュトー製CS型自動小銃C7（Fusil-Mitrailleurs C7 de Puteaux Systeme CS）として軍による性能試験が行われたが、破損が相次いだために採用は見送られた。1911年型では後のMle1915と同型の特徴的な半円型弾倉が採用されていたが、当初は上方から装填されていた。1913年に設計されたモデルは同年1月の試験において良好な成績を残した一方、弾倉の変形や破損が報告された。しかし、この時点では配備の対象が要塞守備隊のみとされており、野戦への投入は想定されていなかったため、弾倉の欠陥は特に問題視されなかった。2月には部隊での試験運用のために100丁分の契約が結ばれた。1914年8月、1913年型自動小銃の配備を待たずして第一次世界大戦が勃発する。フランス軍は緒戦の大敗を経て戦術の転換を強いられることとなった。1915年4月、1913年型自動小銃の実地試験を経て、陸軍総司令官ジョゼフ・ジョフル将軍は歩兵用装備としての自動小銃を新たに50,000丁調達する旨を決定した。なお、1913年型自動小銃の一部は陸軍航空隊によって航空機関銃に転用され、ルイス軽機関銃に更新される1916年後半頃まで使われた。
新型の歩兵用自動小銃は、1913年型を改良する形で設計された。生産性を高めるべく全ての部品が大幅に簡略化されており、本体はプレス加工によって成形されていた。また、設備のない工場でも組立が行えるように、接合部分はリベットで固定するか、簡素な溶接のみ行われた。素材となる金属は機関部などを除いて低品質で安価なものが使われた。部品の公差にも余裕が与えられていた。
作動方式はジョン・M・ブローニングが手がけたレミントン M8半自動小銃に取り入れられていた反動利用（ロングリコイル）方式を使用し、上部レシーバーは後方に突き出した筒型をしている。下部レシーバー（機関部）は箱型で、上部レシーバーとは前後二個所のピンで結合されている。着脱式の弾倉は強くテーパーがかかったうえにリムがせり出した弾薬を一列に収納するため半円型で、装填数は20発である。重量は同クラスの機関銃と比べても軽量だった。射撃はオープンボルト状態から行われ、セミ/フルオートの切り替えが可能である。セレクタレバーはピストルグリップ上部の左側面にあった。放熱筒に覆われた銃身は当時主力小銃として大量生産されていたルベル小銃の銃身に加工を加えたもので、専用銃身の製造は1917年まで行われなかった。銃口にはラッパ型の消炎器が設けられている。

### 欠点

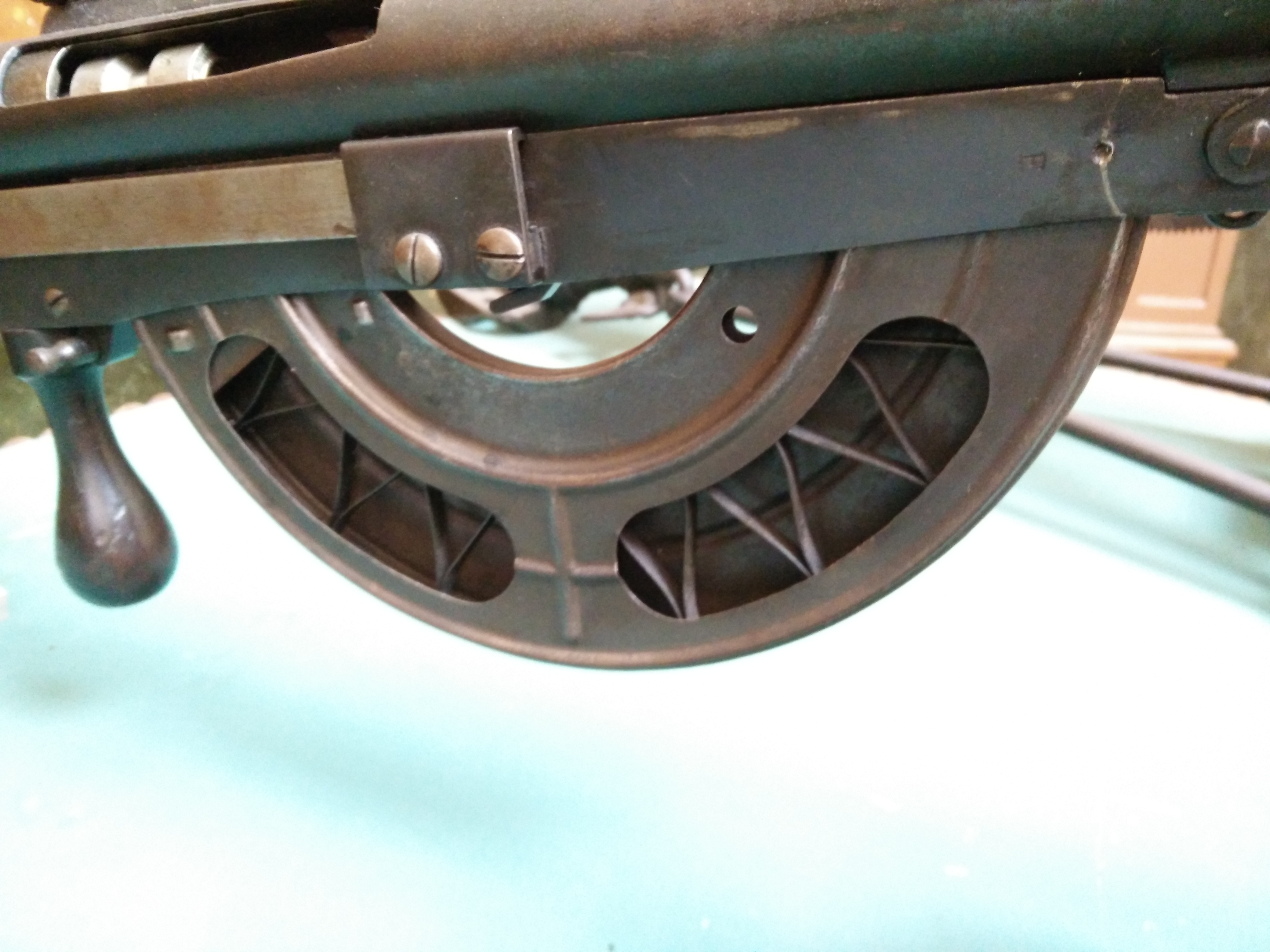
弾倉

特に指摘される問題は弾倉の構造である。バネの弱さから装弾不良が頻発し、射手らは少しでもこれを避けるべく最大（20発）まで装填せずに射撃を行った。右側面は弾薬手が残弾数を確認する為に大きく切り開かれていたが、泥や水が入り込んで不良を招く原因となった。さらに弾倉自体も薄く、曲がったり割れたりすることが多かった。Mle1915の問題の大半は弾倉構造に由来する装填不良や弾づまりであり、後に泥を防ぐ為のカンバス製弾倉カバーが支給されたが、弾倉の設計自体は最後まで変更されなかった。ロングリコイル機構は過熱しやすく、アルミニウムと鋼鉄の膨張率が異なることから、可動式銃身にかぶせられたアルミニウム製放熱フィンが射撃の熱を蓄えるにつれて膨脹し、放熱筒の内面に干渉して作動不良を引き起こすなどの問題もあった。十分に手入れされた状態でも連続射撃は300発ほどが限度で、汚れていれば100発程度で射撃が行えなくなった。銃身の冷却には10分以上掛かった。使用された金属の質にも問題があることが多かった。射撃や手荒な取り扱いを繰り返すうちに、上下のレシーバーを結合するピンを通す穴が変形してガタが生じ、トリガーを引いても射撃できなくなる場合もあった。
軽量化を重視したために射撃時の反動や動揺は大きかった。射撃時には反動により後退した機関部で頬や目を打つことがあった。これを避けるには、射手はロングリコイル機構のために突き出した部分より前の、金属がむき出しになっている上部レシーバー側面に頬を直接当て、同時に反動を抑えるために短い銃床をしっかりと肩に押し付けるという不自然な射撃姿勢を取る必要があった。細身で貧弱な二脚と不正確な照準器も相まって100m以上の距離で正確な射撃を行うことは非常に困難であり、400m以上での射撃は不可能に近いとされた。

## 運用

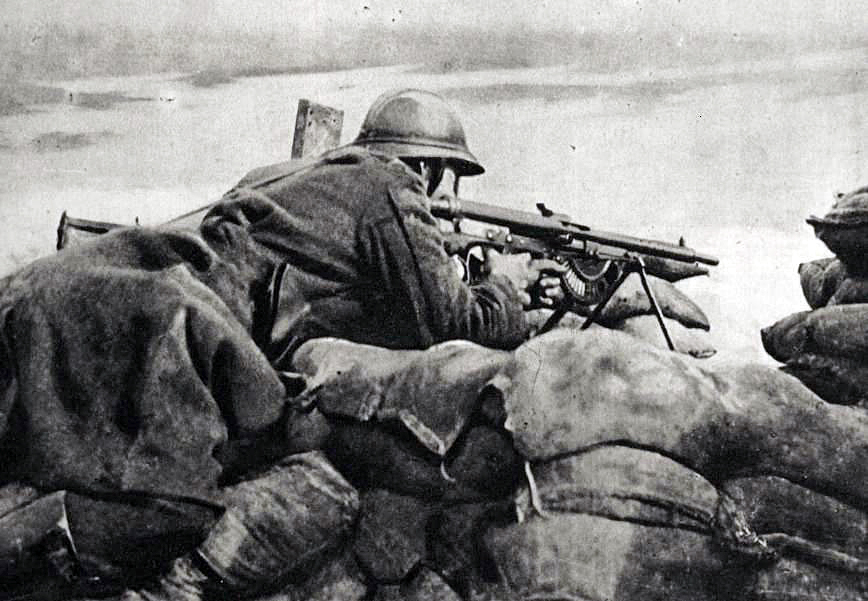
塹壕からMle1915を構えるベルギー兵（1918年）

1916年、FM Mle1915 CSRG（1915年式CSRG自動小銃）としてフランス軍に採用される。製造を主に担当したのは自動車や自転車の製造を手がけていたグラディエートルであった。また、前線ではしばしば単にショーシャ自動小銃（FM CHAUCHAT）と呼ばれた。同年3月以降、中隊あたり8丁ずつ配備が進められた。
最初の実戦は同年4月のヴェルダンの戦いだが、大量に投入され本格的な運用が始まったのは7月のソンムの戦いからであった。ソンムの戦いではMle1915を用いた突撃射撃（Marching fire）が初めて実施された。この際に有効な運用が見られたとして、ジョフル将軍は当時55,000丁ほど配備されていたMle1915を倍増するように求める書簡を陸軍大臣へと送った。突撃射撃は戦線の膠着を打破するべく注目された戦術で、Mle1915は射手自身が弾薬を携行し、射撃を行いつつ遮蔽物を渡って無人地帯を前進するといった運用が想定されていた。
機関銃チームはもともと2名で構成されていたが、1916年にはソンムの戦いの戦訓のもと弾薬手を増員し3名となった。1916年版のマニュアルによれば、機関銃チームは3名（射手、第1弾薬手、第2弾薬手）で構成され、それぞれ160発、480発、400発の銃弾を携行するとされていた。すなわち、チーム全体では1,040発の銃弾を携行した。1918年末には分隊あたり3丁のMle1915が配備されていた。
1918年には消炎器と対空照準キットが開発されているほか、1920年には開口部の覆いが開発されている。しかし、結局は1924年に開発されたFM mle1924/29軽機関銃によって更新されることとなる。
休戦までの生産数はおよそ250,000丁と言われており、ドイツ側のMG08/15機関銃の生産数（127,000丁）を大幅に上回っていた。

## 採用国
第一次世界大戦中、Mle1915は大量に生産された。フランス以外ではアメリカ、ベルギー、ギリシャ、ポーランドなどで採用され、いくつかの国では自国の標準小銃弾に対応させた上で1920年代初頭を通じて使用されたという。
最終的には少なくとも11ヶ国の軍隊で採用されており、その中には第二次世界大戦中にヨーロッパ各地でMle1915を鹵獲したナチス・ドイツも含まれる。

### ベルギー
第一次世界大戦中、国土の大部分を占領下に置かれたベルギーの軍備は、フランスからの軍事援助に大部分を依存していた。当初はMle1915と同等の8mm弾モデルが配備されていたが、1917年までにベルギー軍の標準小銃弾7.65x53mm モーゼル弾仕様への設計変更に着手した。使用弾の変更自体は終戦までに成功し、新造品あるいは8mm弾モデルからの改造品がベルギー軍に納入され、戦後も運用が続いた。1927年、さらなる改良を加えたM1915/27として知られるモデルが採用され、そのすべてが既存の銃からの改造という形で完成した。M1915/27は使用弾の変更に加え、元のMle1915よりも堅牢なバナナ型弾倉、運搬時に各所の開口部を塞ぐことができる手動ダストカバー、FN製BARと同型の二脚、給弾機構の信頼性の向上、上下レシーバーの結合方法を強化といった改善が加えられていた。1930年にFN製BARによって更新されたが、第二次世界大戦勃発の時点では依然としてM1915/27を配備されている部隊もあった。

### アメリカ

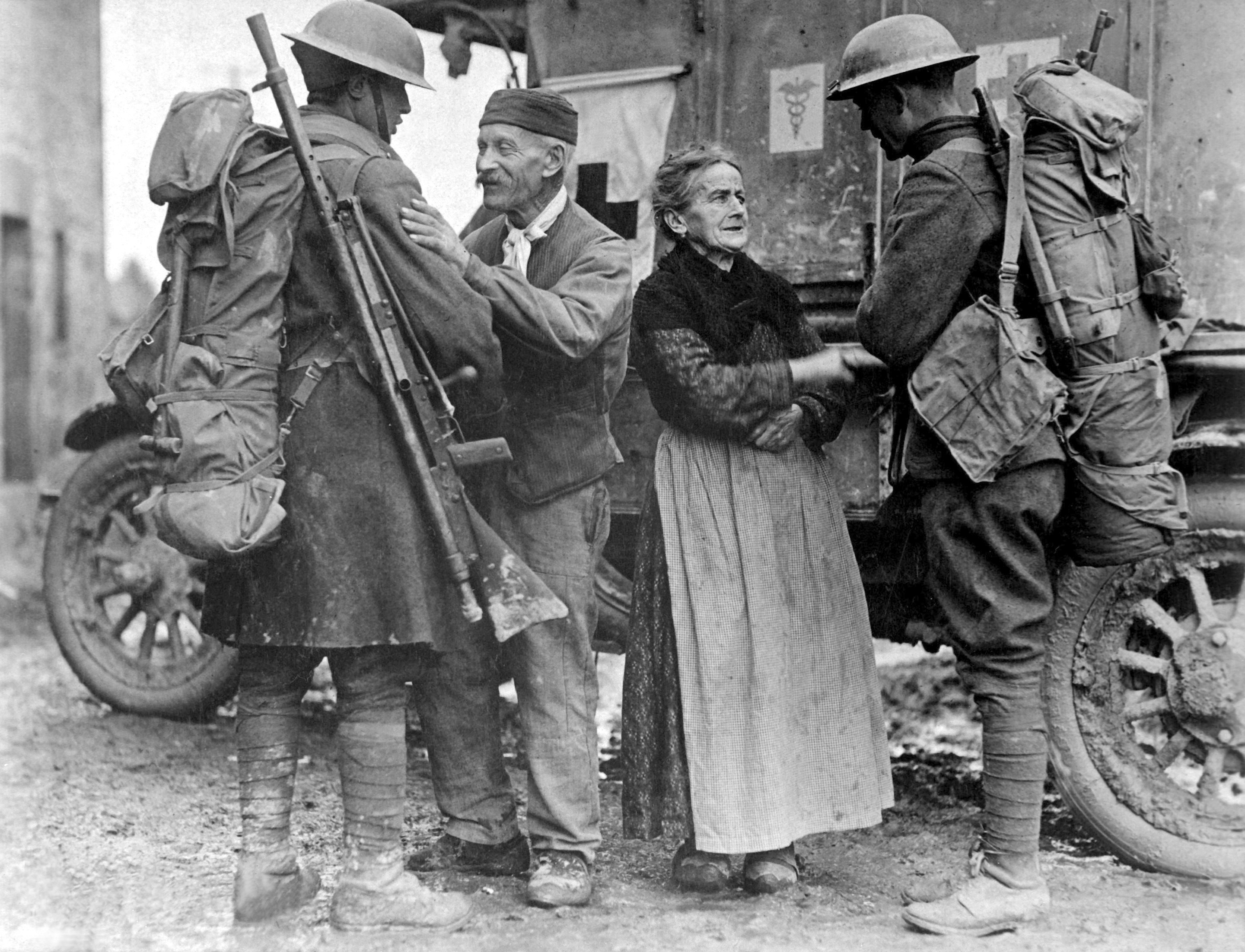
アメリカ兵を歓迎するフランスの市民。左の兵士がM1915を背負っている（1918年）

アメリカ陸軍における制式名称はAutomatic Rifle, Model 1915 (Chauchat) （M1915自動小銃 ショーシャ）だった。しかし、アメリカ兵は「ショーシャ」という名をもじった「ショーショー」（Show-Show あるいは Shoo-Shoo）、あるいは性能の劣悪さを揶揄した様々な名でこの機関銃を呼んだ。
1917年4月6日に第一次世界大戦に参戦した時点で、アメリカ軍では小銃から機関銃まであらゆる銃器が不足していた。このため、大量生産が可能とされていたMle1915をフランスから購入することが決定したのである。1917年9月から1918年11月の停戦までに、グラディエートル社のパリ工場では、アメリカ軍向けのM1915としてオリジナルと同様の8mm弾モデルおよそ16,000丁に加え、アメリカの標準小銃弾.30-06スプリングフィールド弾に対応させたM1918というモデルをおよそ19,000丁出荷した。
M1918は1917年7月にスプリングフィールド造兵廠が設計した。8月に行われた試験では同年設計されたブローニング自動小銃（BAR）の方が優れていると判断されたものの、当時BARは十分な調達が難しいとされていたこともあり、M1918も合わせて調達されることとなった。しかし、M1918はM1915以上に評判が悪かった。欠点であった二脚と弾倉（箱型16連発）は改良されていたが、薬室の寸法のため抽出不良が多発したほか、.30-06弾のエネルギーはMle1915の設計に対しあまりにも過大で、機関部の動作不良を招いたという。M1915も決して優れた火器ではなかったが、少なくとも射撃自体は行えるとして、アメリカ兵からはM1918よりも好まれていた。完成して納入されたM1918のうち、実に40パーセントの個体が受入検査時に不良として差し戻され、アメリカ外征軍（AEF）への配備は遅々として進まなかった。後年伝えられている「ショーシャ軽機関銃」にまつわる悪評の少なからぬ部分が、Mle1915ではなくM1918に由来するとも言われている。
BARの出荷が始まるとM1915は徐々に更新されたが、ジョン・パーシング将軍は本格的な配備が整う前にドイツ軍がBARを鹵獲・模倣することを避けるために、十分な数がフランスに届くまでは大規模な供給を行わない方針を定めていた。そのため、元々BARが配備されていた部隊であっても、パーシングの命令によってフランス到着後に改めてM1918の配備が行われた。1918年9月8日時点の報告では、AEFのうち計18個師団でショーシャ機関銃が配備されているものの、以後の配備は行わないとしている。また、M1918の性能の劣悪さにも触れられ、先述の18個師団のうち9個師団で配備されているものの、準備が整い次第BARへと更新するとされている。その後、最終的にBARの配備が行われたのは3個師団のみで、1918年11月の停戦まで多数のM1915がそのまま使用された。アメリカ兵らが復員する際、M1915の大半はフランス国内に残置されたという。
第一次世界大戦における名誉勲章受章者のうち、フランク・J・バート一等兵、トーマス・C・ネイバウアー一等兵、ネルス・ウォルド一等兵の3名は、受章要件となった戦闘の際にM1915を使用していたとされる。